# 飢餓同盟
『飢餓同盟』（きがどうめい）は、安部公房の長編小説である。

## 概要
同作は、1954年(昭和29年)に大日本雄弁会講談社より発表された263ページに及ぶ作品。
同作は、安部公房にとって初の書き下ろし小説となった作品である。

## あらすじ
山あいの地方都市・花園町を舞台に、疎外された爪弾きものたちが革命のために秘密結社「飢餓同盟」を結成し、権力に対する夢を地熱発電の開発に託した。しかし、その計画は町長やボスたちに横取りされてしまう。そのように、町全体が一つの大きな病棟のようなところで、渦巻いて崩壊していく飢餓同盟の野望を追いつつ、彼らの生への執着を描いた。